# Sex and Zen Extreme Ecstasy
3D Sex and Zen: Extreme Ecstasy es una película de drama erótico en 3D de Hong Kong del año 2011, dirigida por Christopher Suen y producida por Stephen Shiu. Fue lanzada en Hong Kong, Corea del Sur, Australia y Nueva Zelanda el 14 de abril de 2011. Es una nueva entrega de la serie Sex and Zen y está basada libremente en la novela china del siglo XVII "The Carnal Prayer Mat". En comparación con la serie original de películas, esta entrega es más oscura y dramática, rindiendo homenaje en ocasiones al humor de las películas anteriores.

## Trama
Weiyangsheng, un erudito arrogante de la dinastía Ming, sostiene la creencia de que, dado que la vida es breve, uno debería buscar el máximo placer sexual mientras el tiempo lo permita. Por casualidad, conoce a Yuxiang, la hija del sacerdote taoísta Tie Fei, se enamora de ella a primera vista y decide casarse con ella. A pesar de la elegancia y cortesía de Yuxiang, influenciada por la fe de su padre, su falta de pasión no logra satisfacer plenamente las necesidades sexuales de Weiyangsheng. Su decepción es tan profunda como su afecto por ella. En consecuencia, se aventura en la búsqueda de formas para aumentar su deseo sexual y mejorar su rendimiento en la cama.

## Elenco
- Hiro Hayama como Weiyangsheng
- Lan Yan como Tie Yuxiang
- Saori Hara como Ruizhu
- Vonnie Lui como el anciano de Bliss
- Yukiko Suo como Dongmei
- Irene Chen como Pandan
- Tony Ho como Príncipe Ning
- Kirt Kishita como Quan Laoshi
- zh como monje Budai
- Tenky Tin como Dique
- Justin Cheung como el Sr. Lam
- Carina Chen como Xianlan, la criada de Tie Yuxiang
- Jason Yiu como Shangguan Shen
- Lau Shek-yin como alcalde
- Mark Wu como Tiancan
- Naami Hasegawa (Tomoko Kinoshita)
- Viena Lin
- Flora Cheung como Xiang, la criada de Tie Yuxiang
- Acantilado Chen
- Jeffrey Chow
- Wah Chiu Ho

## Fondo
3D Sex and Zen: Extreme Ecstasy es esencialmente una adaptación de la novela The Carnal Prayer Mat, que narra las hazañas sexuales de Weiyangsheng, un joven erudito de la dinastía Ming. La película está producida por Stephen Shiu, quien también fue productor ejecutivo de Sex and Zen. La película fue promocionada incorrectamente como "la primera película erótica IMAX 3-D de Hong Kong", ya que fue rechazada por IMAX debido a su temática y contenido. Su elenco incluye a ídolos audiovisuales japoneses. Riéndose a carcajadas, Shiu describió la experiencia de ver esta película en pantalla como "ser un voyeur cerca de la cama de alguien".

## Distribución
La película está clasificada como Categoría III según la clasificación de Hong Kong, y Stephen Shiu mencionó la alta probabilidad de que su proyección sea bloqueada en China continental, un mercado crucial para los cineastas de Hong Kong. No obstante, los productores anunciaron planes para lanzar 3D Sex and Zen en varias versiones con el objetivo de eludir las leyes de censura en algunas jurisdicciones y facilitar una distribución más amplia.
En Australia y Nueva Zelanda, la película fue proyectada por Hoyts .  

## Marketing
Durante el Año Nuevo chino de 2011, se vendieron camisetas y alfombrillas de ratón en 3-D con retratos del elenco en la Feria del Año Nuevo Lunar en Victoria Park, Hong Kong .  

## Recepción
3D Sex and Zen: Extreme Ecstasy recibió en su mayoría críticas negativas por parte de los críticos. Según el agregador de reseñas Rotten Tomatoes, solo el 22% de los críticos dieron críticas positivas a la película, basándose en 23 reseñas.
Simon Foster de SBS Australia sugirió que la película pierde fuerza en el transcurso de la trama. Él opina que la emoción de la película se disipa en los últimos 40 minutos, especialmente debido a escenas multidimensionales de violación y desmembramiento. Elizabeth Kerr de The Hollywood Reporter escribió: "Dado el mensaje definitivo de Extreme Ecstasy, que es 'Todo lo que necesitas es amor', y la afirmación del valor de la conexión emocional en el acto sexual, el camino que toman los realizadores para llegar allí es, por decir lo menos, desconcertante." El Daily Telegraph la incluyó en la lista de las diez peores películas del año, mencionando que "la película se extiende demasiado y se vuelve más sombría a medida que avanza, acercándose peligrosamente a la pornografía de tortura en ocasiones, antes de concluir con algunas escenas inesperadas". Una filosofía sentimental que será anatema para los fabricantes de Viagra.
Sin embargo, Zoe Li de CNN Go dio una crítica positiva a la película. "Salí de la primera proyección privada del softcore 3D Sex and Zen: Extreme Ecstasy sin querer volver a tener sexo nunca más, no porque las escenas de sexo fueran asquerosas... sino porque su mensaje de 'el verdadero amor no necesita sexo' fue muy convincente", afirma. Simon Miraudo sugirió en su blog Quickflix que la película podría marcar el comienzo de una nueva era en el cine.

## Taquillas
Según Russell Edwards de Variety, 3D Sex and Zen: Extreme Ecstasy recaudó 351,000 dólares estadounidenses (2,790,000 dólares de Hong Kong) solo en su primer día en Hong Kong, superando la apertura bruta de 2.5 millones de dólares de Hong Kong de Avatar en el país en 2009. La película logró obtener 13,104,982 dólares de Hong Kong en los primeros cuatro días después de su estreno.
Al 15 de junio de 2011, 3D Sex and Zen: Extreme Ecstasy ganó más de 40 dólares de Hong Kong. millones (más de 5 millones de dólares estadounidenses) en Hong Kong.  